# Consiglio ministeriale nord/sud
Il Consiglio ministeriale nord/sud (NSMC; in inglese: North/South Ministerial Council; in irlandese: An Chomhairle Aireachta Thuaidh/Theas, in scots: Noarth-sooth Cooncil o Männystèrs ) è un organismo transfrontaliero istituito ai sensi dell'Accordo del Venerdì Santo per coordinare l'attività ed esercitare determinati poteri governativi per l'intera isola d'Irlanda.
Il Consiglio assume la forma di riunioni tra i ministri della Repubblica d'Irlanda e dell'Irlanda del Nord ed è responsabile di dodici settori politici. Sei di queste aree sono di responsabilità delle organizzazioni corrispondenti situate nel nord e nel sud. Il Consiglio ha sede ad Armagh, Irlanda del Nord.
Il Consiglio ministeriale nord-sud e l'Assemblea dell'Irlanda del Nord sono istituzioni "dipendenti": l'una non può esistere senza l'altra. Quando l'Assemblea dell'Irlanda del Nord è sospesa, la responsabilità delle aree di cooperazione spetta alla Conferenza intergovernativa britannico-irlandese.

## Membri
| Membro           | Agenzia governativa             | Rappresentanti                                             | Status                                                      |
| ---------------- | ------------------------------- | ---------------------------------------------------------- | ----------------------------------------------------------- |
| Irlanda          | Governo dell'Irlanda            | Taoiseach                                                  | Stato sovrano                                               |
| Irlanda del Nord | Esecutivo dell'Irlanda del Nord | Primo ministro e vice primo ministro dell'Irlanda del Nord | Nazione del Regno Unito di Gran Bretagna e Irlanda del Nord |